# Sans Toi Ma Mie/Kimi to Itsumademo
Singles de Maki Gotō
Yaruki! It's Easy
(2002) Uwasa no Sexy Guy
(2003)
Sans Toi Ma Mie/Kimi to Itsumademo (サン・トワ・マミー/君といつまでも) est le 5e single en solo de Maki Gotō dans le cadre du Hello! Project, sorti en 2002 au Japon.

## Présentation
Le single sort le 18 décembre 2002 au Japon sous le label Piccolo Town. C'est le premier disque de Maki Gotō à sortir sur ce label, à la suite de son départ du groupe Morning Musume ; les précédents étaient sortis sur le label affillié Zetima, comme ceux du groupe. Il atteint la 6e place du classement de l'Oricon. Il se vend à 38 802 exemplaires la première semaine, et reste classé pendant 8 semaines, pour un total de 58 644 exemplaires vendus. Il sort aussi au format "Single V" (DVD et VHS).
C'est un single "double face A", le seul de sa carrière, produit par Tsunku. Les deux chansons sont des reprises, ce qui en fait son seul single à ne pas avoir été écrit par Tsunku. Sans Toi Ma Mie est la reprise d'une chanson de Salvatore Adamo sortie en single en 1963, et Kimi to Itsumademo celle d'une chanson de Yūzō Kayama sortie en single en 1965. 
Ces deux titres figureront sur le mini-album Ken & Mary no Merikenko On Stage!, bande originale d'une comédie musicale avec Maki Gotō en vedette. Ils ne figureront sur aucune compilation de la chanteuse.

## Liste des titres
Toutes les paroles sont écrites par Tokiko Iwatani (adaptation).
| 1. | Sans Toi Ma Mie (サン・トワ・マミー) | Salvatore Adamo           | Yuichi Takahashi                 | 3:23 |
| 2. | Sans Toi Ma Mie (Musical version)    | Salvatore Adamo           | Yuichi Takahashi, Masayuki Igawa | 3:25 |
| 3. | Kimi to Itsumademo (君といつまでも)  | Dan Kosaku (=Yūzō Kayama) | Yuichi Takahashi                 | 3:17 |
| 4. | Sans Toi Ma Mie (instrumental)       | Salvatore Adamo           | Yuichi Takahashi                 | 3:23 |
| 5. | Kimi to Itsumademo (instrumental)    | Dan Kosaku (=Yūzō Kayama) | Yuichi Takahashi                 | 3:14 |

| 1. | Sans Toi Ma Mie (サン・トワ・マミー)                                                                      |  |
| 2. | Kimi to Itsumademo (君といつまでも)                                                                       |  |
| 3. | Making of / Sans Toi Ma Mie (Musical version) (メイキング*映像入り サン・トワ・マミー（Musical version）) |  |